# Las Flores, Tezonapa
Las Flores är en ort i Mexiko.   Den ligger i kommunen Tezonapa och delstaten Veracruz, i den sydöstra delen av landet, 260 km öster om huvudstaden Mexico City. Las Flores ligger 963 meter över havet och antalet invånare är 358.
Terrängen runt Las Flores är kuperad åt nordost, men åt sydväst är den bergig. Las Flores ligger uppe på en höjd. Runt Las Flores är det ganska tätbefolkat, med 100 invånare per kvadratkilometer. Närmaste större samhälle är Motzorongo, 3,9 km nordost om Las Flores. I omgivningarna runt Las Flores växer i huvudsak städsegrön lövskog.